# Cea
Cea – gmina w Hiszpanii, w prowincji León, w Kastylii i León, o powierzchni 112,34 km². W 2011 roku gmina liczyła 515 mieszkańców.

## Wioski
- Bustillo de Cea
- Saelices del Río
- San Pedro de Valderaduey